# إم 11 (مترو إسطنبول)
مترو M11 (بالتركية: M11 Gayrettepe - İstanbul Havalimanı - Arnavutköy - Halkalı Metro) هو خط نقل سريع لسكك الحديد الجمهورية التركية. يظهر باللون البنفسجي الداكن وأحيانا باللون الأحمر على الخرائط وعلامات الطرق. يطول 51.5 كيلومترا وما يجعله أطول مترو في إسطنبول, وثاني أطول مترو في أوروبا.

## تاريخ
- أفتتح المرحلة الأولى للمترو (كاغد خانة - مطار إسطنبول) في 22 يناير 2023
- أفتتح المرحلة الثانية للمترو (غايريت تبة - كاغد خانة) في 29 يناير 2024
- أفتتح المرحلة الثالثة للمترو (مطار إسطنبول - أرناؤوت كوي) في 19 مارس 2024
- من المتوقع أن يفتح المرحلة الرابعة للمترو (أرناؤوت كوي - حلقةلي) في النصف الأول من 2025

## محطات
يحتوي M11 على 16 محطة. ومن بينهم ثمانية فقط تقع ضمن منطقة إسطنبول المدنية.
جميع المحطات تحت الأرض.
| المحطة                    | المنطقة     | تحويلات | ملاحظات                                                          |
| ------------------------- | ----------- | --- | ---------------------------------------------------------------- |
| غايريت تبة                | شيشلي       | (محطة زنجيرلي قيو)・ حافلات İETT: 25G, 27E, 27SE, 27T, 29, 29A, 29C, 29D, 29İ, 29P, 29Ş, 30A, 30M, 36L, 40B, 41AT, 41E, 42, 42M, 42Z, 43R, 49Z, 50Z, 58A, 58N, 58S, 58UL, 59A, 59B, 59CH, 59K, 59N, 59R, 59S, 59UÇ, 62, 62G, 63, 64Ç, 65G, 121A, 121B, 121BS, 122B, 122C, 122D, 122Y, 251, 252, 256, 522, 522B, 522ST, 599C, 622, DT1, DT2, U1, U2 حافلات HAVAİST: HVL-9 | مركز زورلو                                                       |
| كاغد خانة                 | كاغد خانة   | حافلات İETT: 41ST, 48, 48H, 48N, 48T, 50D, 62, 64Ç, 65A, K2, K3, TM3 |                                                                  |
| حصضل                      | أيوب سلطان  | حافلات İETT: 48, 48A, 50G, H-2 حافلات HAVAİST: HVL-3 |                                                                  |
| كمربورغاز                 | أيوب سلطان  | حافلات İETT: 48C, 48D, 48G, 48K, 48KA, 48P, 48U | - نادي قاسم باشا لكرة القدم - قنصلية تركمانستان - غابة كمربورغاز |
| كوك ترك                   | أيوب سلطان  | حافلات İETT: 48K, 48KA, 48U, D2 |                                                                  |
| إحسانية                   | أيوب سلطان  | حافلات İETT: 48KA, 48M, 48P |                                                                  |
| مطار إسطنبول - صالة 2     | أرناؤوط كوي | (مطار إسطنبول الدولي) حافلات İETT: H-1, H-2, H-3, H-6, H-7, H-8, H-9 حافلات HAVAİST: HVİST-5A, HVİST-6, HVİST-7, HVİST-9, HVİST-13, HVİST-14, HVL-1, HVL-2, HVL-3, HVL-4, HVL-9, HVL-9E | المحطة خارج الخدمة، القطار لن يتوقف هنا                          |
| مطار إسطنبول              | أرناؤوط كوي | (مطار إسطنبول الدولي) حافلات İETT: H-1, H-2, H-3, H-6, H-7, H-8, H-9 حافلات HAVAİST: HVİST-5A, HVİST-6, HVİST-7, HVİST-9, HVİST-13, HVİST-14, HVL-1, HVL-2, HVL-3, HVL-4, HVL-9, HVL-9E |                                                                  |
| مطار إسطنبول - صالة الشحن | أرناؤوط كوي | (مطار إسطنبول الدولي) حافلات İETT: H-1, H-2, H-3, H-6, H-7, H-8, H-9 حافلات HAVAİST: HVİST-5A, HVİST-6, HVİST-7, HVİST-9, HVİST-13, HVİST-14, HVL-1, HVL-2, HVL-3, HVL-4, HVL-9, HVL-9E | مرافق الشحن للطيران التركي                                       |
| طاش أولوق                 | أرناؤوط كوي | حافلات İETT: 36AS, 36HT, 36TC, 36Y, 336G, 336K, H-6, MK22 | وزارة الغابات                                                    |
| أرناؤوط كوي               | أرناؤوط كوي | حافلات İETT: 36AS, 36AY, 36C, 36D, 36HT, 36TC, 36Y, 36YS, 48KA, 48M, 336, 336A, 336G, 336H, 336K, 336M, 336MC, 336T, ARN1, H-6, MK22 | حديقة أرناؤوط كوي المدنية                                        |
| ↓↓تحت الإنشاء ↓↓          |             | |                                                                  |
| فنار تبة                  | بشاق شهر    | حافلات İETT: 36B, 36C, 36HT, 36TC, 36Y, 78B, 78C, 78E, 78F, 78G, 78K, 78K, 78Ş, 78ZB, 79C, 79FY, 98, 98KM, 146F, 146K, 336, 336A, 336G, 336H, 336K, 336M, 336MC, 336T, H-6, MK22, MK31 |                                                                  |
| قيا شهر                   | بشاق شهر    | حافلات İETT: 36F, 78E, 78F, 79F, 79FY, 79GE, 79KM, 79KT, 79M, 146BA, 146F, MK1, MK2 | حديقة بشاق شهر الوطنية                                           |
| استاد الالمبيات           | بشاق شهر    | حافلات İETT: 36AS, 36F, 79FY, 79K, HS3, MK2, MK11, MK12, MK13, MK14, MK15, MK16, MR52 |                                                                  |
| استاد حلقةلي              | كوجك جكمجة  | حافلات İETT: 89, 89YB, 98T, 141K, 141M, MR40 |                                                                  |
| حلقةلي                    | كوجك جكمجة  | حافلات İETT: 79Y, 89A, 143, BN1, H-3, MR40, MR42, MR50, MR51 حافلات HAVAİST: HVİST-6 |                                                                  |